# Janis Atanasopulos
Janis Atanasopulos, gr. Γιάννης Αθανασόπουλος; (ur. 24 sierpnia 1978 w Atenach) – grecki trener siatkarski. Gdy był siatkarzem grał na boisku jako rozgrywający. Od 2019 roku jest trenerem żeńskiej reprezentacji Czech, a od sezonu 2021/2022 prowadzi węgierski klub Vasas Óbuda Budapest.
Jego żoną jest słoweńska siatkarka Sonja Borovinšek. W 2017 roku urodził im się syn Nikola.

## Sukcesy trenerskie

### klubowe
Mistrzostwo Niemiec:
- 2019[4]
- 2018[5], 2021[6]

MEVZA - Liga Środkowoeuropejska:
- 2022[7]

Puchar Węgier:
- 2022[8], 2023[9], 2024[10], 2025[11]

Mistrzostwo Węgier:
- 2022[12], 2023[13], 2024[14], 2025[15]

### reprezentacyjne
Liga Europejska:
- 2019[16]
- 2022[17], 2024[18]